# Mas de Quadras
El Mas de Quadras és un edifici de Massanes (Selva) inclòs a l'Inventari del Patrimoni Arquitectònic de Catalunya.

## Història
Va ser projectat el 1900 per l'arquitecte Josep Puig i Cadafalch per a l'industrial Manuel Quadras i Feliu, primer baró de Quadras, substituint l'antic mas.

## Descripció

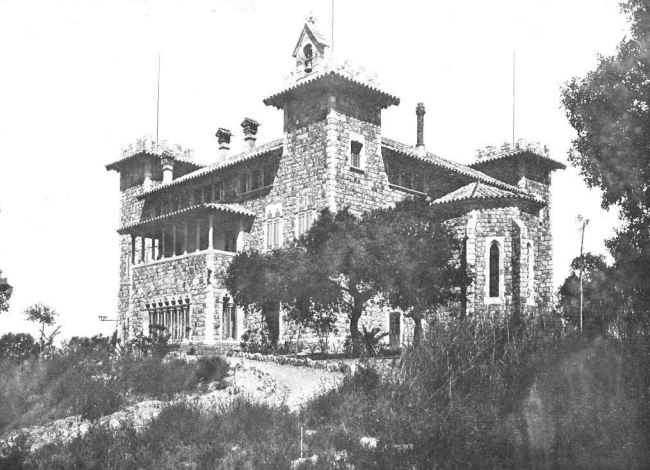
Any 1903

Edifici aïllat de planta quadrada situat a l'esquerra de la carretera que porta al nucli de Massanes. Té planta baixa, dos pisos i una torre quadrada i amb merlets a cada cantonada. Coberta en teula àrab. Tota la construcció és de carreus molt ben treballats.
A la planta baixa, el portal és adovellat de mig punt, amb l'escut familiar a la clau; i les finestres són quadrangulars amb llinda, brancals i ampit de pedra. A la planta principal les finestres són geminades i trevolades, mentre que a les torres són d'arc conopial. A la planta superior hi ha una galeria, amb les finestres d'arc rebaixat separades per columnes.
Des de l'entrada principal s'accedeix al pati, que va ser cobert posteriorment, i que es troba envoltat per una galeria. A l'interior, destaca el menjador, que reb la llum natural gràcies a una galeria amb vidrieres. Està decorat amb un arrambador de rajola, en el que hi ha un rentamans amb un Sant Jordi.
A la part posterior hi ha una capella neogòtica dedicada al Sagrat Cor. De planta rectangular, i amb un absis pentagonal. El portal és de mig punt i dona al pati central del Mas de Quadras. Destaquen els vitralls que hi ha a les obertures ogivals de l'absis.